# Radomierz (Grande-Pologne)
Pour les articles homonymes, voir Radomierz.
Radomierz (prononciation : [raˈdɔmjɛʂ]) est un village polonais de la gmina de Przemęt dans le powiat de Wolsztyn de la voïvodie de Grande-Pologne dans le centre-ouest de la Pologne.
Il se situe à environ 4 kilomètres au nord de Przemęt (siège de la gmina), à 21 kilomètres au sud-est de Wolsztyn (siège de la gmina et du powiat) et à 62 kilomètres au sud-ouest de Poznań (capitale régionale).

## Histoire
De 1975 à 1998, le village faisait partie du territoire de la voïvodie de Leszno.

Depuis 1999, Radomierz est situé dans la voïvodie de Grande-Pologne.
Le village possède une population de 600 habitants.